# نمودار بلوکی

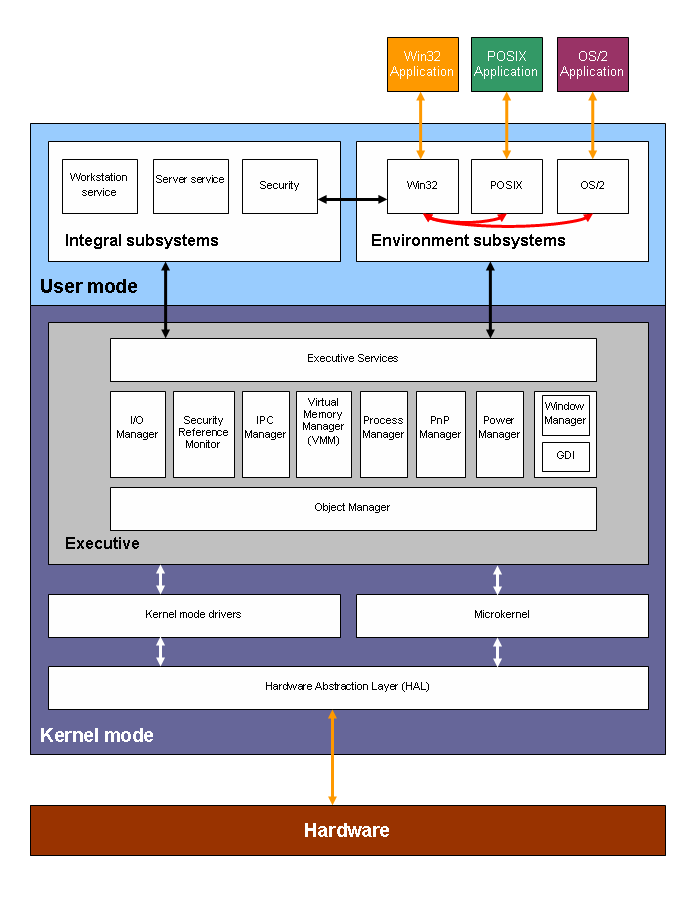
مثالی از یک دیاگرام بلوکی که معماری سیستم‌عامل مایکروسافت ویندوز ۲۰۰۰ را نشان می‌دهد.

نمودار بلوکی یا بلوک دیاگرام (به انگلیسی: Block diagram) نمودار یک سیستم است که قسمت‌های اساسی آن سیستم را به همراه خط‌هایی که آنها را به هم متصل می‌کند نشان می‌دهد.
نمودارهای بلوکی استفاده خیلی زیادی در طراحی سخت‌افزار، طراحی الکترونیک، طراحی نرم‌افزار و نمودار جریان فرایندها دارند.